# Explosion de la rue de Trévise
Le texte peut changer fréquemment, n’est peut-être pas à jour et peut manquer de recul. 
Le titre et la description de l'acte concerné reposent sur la qualification juridique retenue lors de la rédaction de l'article et peuvent évoluer en même temps que celle-ci.
L'explosion de la rue de Trévise est une explosion survenue le 12 janvier 2019 sous une boulangerie située au 6 de la rue de Trévise, dans le 9e arrondissement de Paris. Quatre personnes ont été tuées et 66 blessées. Selon le procureur de la République, Rémy Heitz, la cause apparente de l'explosion serait une fuite de gaz.

## Déroulement
En 2016, trois ans avant l'explosion, le sous-sol du trottoir s'affaisse, sur le domaine public. L'asphalte est refaite en surface du trottoir. L'hypothèse la plus probable est que ces travaux ont créé une voûte étanche sur la cavité, que la cavité a continué à s'affaisser (comme l'ensemble du sous-sol parisien construit sur d'anciennes carrières). Ce faisant, au fil des mois, la canalisation de gaz se serait retrouvée suspendue dans le vide au milieu de l'hypothétique cavité étanche et se serait fissurée du fait de son propre poids. Enfin, le gaz captif dans l'hypothétique poche aurait explosé spontanément du fait des conditions naturelles de température et de pression.[réf. nécessaire] Un certain nombre de carences imputables à la Ville de Paris et au syndic de l'immeuble ont été identifiées par les experts nommés dans le cadre de l'information judiciaire faisant suite à l'explosion et selon le procureur de la ville de Paris, la ville se serait rendue coupable d'imprudence et de négligence et serait pénalement responsable.
En 2019, au moment de l'explosion, des sapeurs-pompiers se trouvaient sur les lieux pour répondre à un appel signalant une fuite de gaz. Un employé de GRDF, une filiale d'Engie, a été dépêché sur les lieux pour couper le gaz mais celui-ci n'est pas arrivé à temps. L'explosion a provoqué un incendie et a détruit un grand nombre de fenêtres dans les bâtiments environnants ainsi que des véhicules. Des témoins oculaires ont déclaré aux journalistes que l'explosion avait également bloqué des personnes dans des bâtiments voisins et que des débris carbonisés et du verre brisé avaient été répandus autour de la boulangerie et des rues.[réf. souhaitée]
Quatre personnes sont tuées : deux pompiers (Simon Cartannaz et Nathanaël Josselin), une touriste espagnole et une autre femme. Soixante-six sont blessées.

## Réactions
Plus de 200 sapeurs-pompiers ont été mobilisés.
Le Premier ministre, Édouard Philippe, le ministre de l'Intérieur, Christophe Castaner, et la maire de Paris, Anne Hidalgo, se sont rendus rapidement sur les lieux.
Le mercredi 12 janvier 2022, une cérémonie en hommage aux victimes a été organisée par la Ville de Paris.

## Causes et responsabilité de l’explosion
Bien que l'explosion soit due à la rupture d'une canalisation de distribution de gaz, GRDF a été définitivement exonéré de charges par les expertises techniques. La rupture de la canalisation de gaz a été causée par la fuite d'eau usée et pluviale d'un égout situé à proximité. Cette fuite a conduit à la déstructuration du sous-sol jusqu'à la rupture de la canalisation de distribution de gaz. Le méthane a envahi ensuite la cuisine situé à proximité et l'explosion a été déclenchée par une étincelle de rupture d'un interrupteur dans cette cuisine.
Le 28 février 2025, trois juges d'instruction ordonnent un procès pour homicide involontaire contre la ville de Paris.

## Conséquences

### Restrictions d'accès

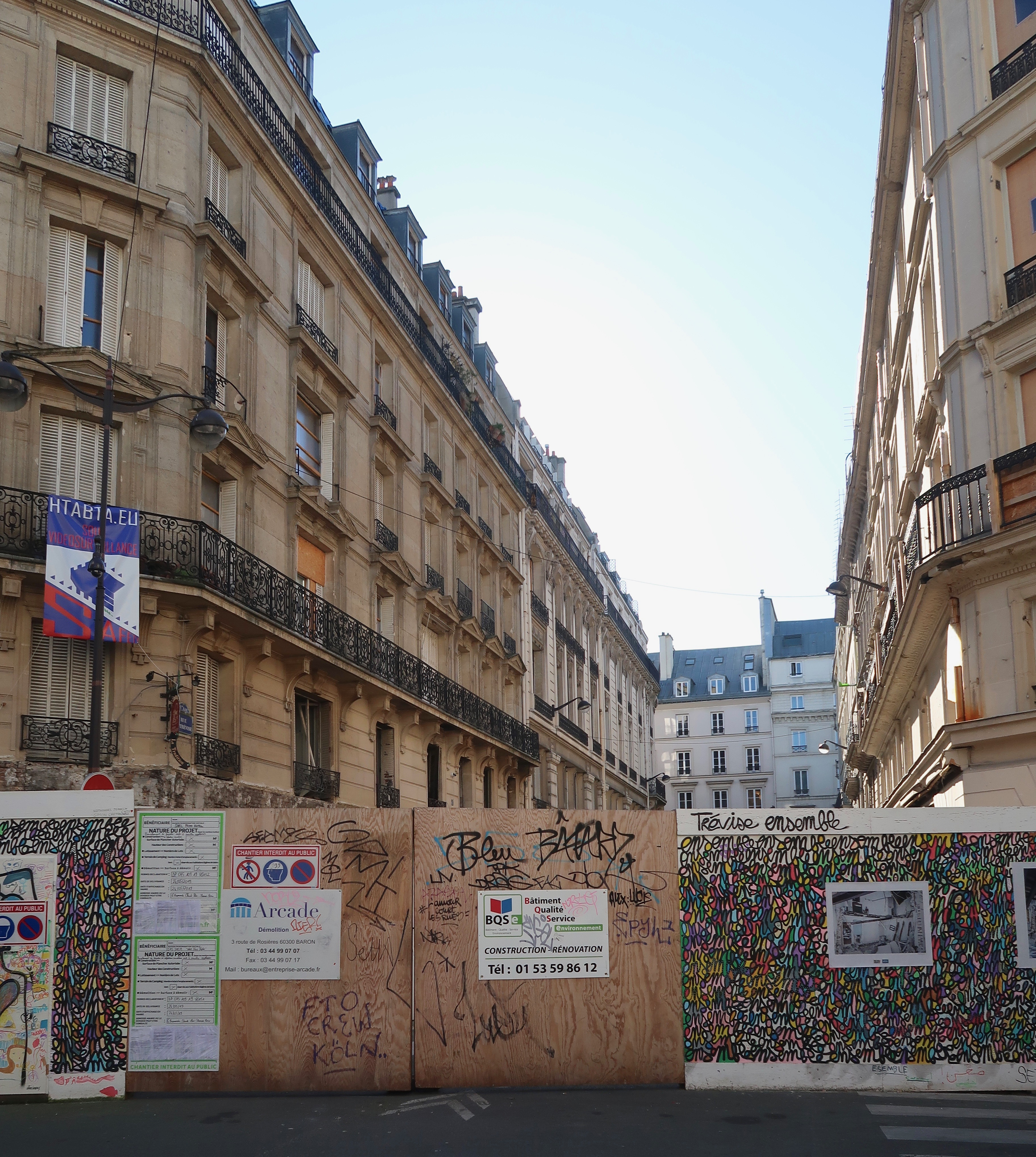
Rue de Trévise bloquée en janvier 2020, un an après l'explosion.

À la suite de cette explosion, la circulation est interdite sur la portion de la rue de Trévise entre la rue Bergère et les rues de Montyon et Sainte-Cécile. Les immeubles des 4 et 6 rue de Trévise, 3-5-7 rue de Trévise et 13 rue Sainte-Cécile demeurent placés sous arrêté d'interdiction d'occupation compte tenu de l'état de dangerosité du bâti. La zone est fermée par une palissade gardiennée en permanence,.

### Affaire judiciaire
En septembre 2020, à la suite du constat de nombreux manquements, la mairie de Paris de même que le syndic de copropriété de l'immeuble concerné font l'objet d'une mise en examen pour « homicides et blessures involontaires ». En novembre 2023, les juges chargés de l'instruction clôturent l'enquête, au grand étonnement des victimes puisqu'une seconde expertise diligentée au civil dans le cadre de la reconstruction des immeubles touchés met en avant l'état de la canalisation de gaz de GRDF. 

### Indemnisation des victimes
À la suite du refus initial de la mairie de Paris de contribuer à un fonds d'indemnisation, de peur que cela soit considéré comme une reconnaissance de faute, les victimes ont été dans l'impossibilité d'obtenir réparation immédiate et de reconstruire leur vie.
En septembre 2021, la déléguée interministérielle à l'aide aux victimes, infirme l'analyse juridique de la mairie : « La collectivité peut participer à un accord-cadre sans que cela indique une reconnaissance préalable de culpabilité. ». Des coordonnateurs nationaux, missionnés par le gouvernement, permettront de suivre l'indemnisation des victimes et de s'assurer du respect de cet accord-cadre.
Le 16 novembre 2021, le Conseil de Paris a voté à l'unanimité le provisionnement d'une somme de 20 millions d'euros pour le financement du dispositif d'indemnisation des victimes ; après négociations, un accord-cadre pour mettre en œuvre cette indemnisation est soumis à l'approbation du Conseil de Paris le 17 janvier 2022.

### Conséquences sociales et politiques

#### Associations
L'association « Trévise Ensemble » est fondée juste après l'explosion par les victimes. Elle est déclarée à la préfecture de police de Paris le 18 février 2019. Elle a pour but de venir moralement en aide aux victimes de l'explosion mais aussi de pouvoir les indemniser. La présidente de l'association est Dominique Paris.
L'association « Victimes et rescapés de l'explosion de la rue de Trévise » (VRET) est déclarée à la préfecture de police de Paris le 1er février 2020. Elle est présidée par Linda Zaourar.

#### Réclamations et campagne présidentielle
Une des principales victimes, Inès, qui a perdu l'usage de ses jambes, interpelle la maire de Paris, Anne Hidalgo, entrée en campagne pour l'élection présidentielle de 2022, pour la mettre en face de ses responsabilités dans le retard de l'indemnisation et dans l'accident lui-même, appel largement repris sur les réseaux sociaux sous la bannière de #SaccageParis.